# درد (فیلم ۱۹۴۷)
«درد» (انگلیسی: Dard) فیلمی در ژانر درام به کارگردانی عبدالرشید کاردار است که در سال ۱۹۴۷ منتشر شد.